# M·P·辛格
莫欣德尔·普拉塔普·辛格（英語：Mohinder Pratap Singh，1963年11月27日—），简称M·P·辛格（M.P. Singh），印度外交官，曾任印度駐蒙古大使。

## 經歷
莫欣德尔·普拉塔普·辛格出生於1963年11月27日。
1985年，辛格加入印度外交部。他是服务时间最长的礼宾官之一，具有处理和组织200多位外国国家元首和政府首脑访印的经历。他在制定和修订外交部关于国事访问的礼宾准则以及印度政府款待规范方面发挥了重要作用。
1993年至1997年，任印度驻古巴大使馆行政和领事随员。2003 年至2006年，任印度驻泰國大使馆行政随员。2006年至2010年，任印度驻多伦多总领馆社区事务主管。2010年至2013年，任印度驻迪拜总领馆社区事务主管。2013至2017年，任印度驻英國高级专员公署特别项目与礼宾事务主管。在這些崗位上，辛格负责与印度社区的联络与福利工作，并处理领事、礼宾和行政事务。
後任印度外交部會議事務副司長，负责安排和组织外交部主办的国际会议、峰会和多边会议。2019年2月至2023年11月，任印度駐蒙古大使。